# Siidsaari
Siidsaari är en ö i Finland. Den ligger i sjön Enare träsk och i kommunen Enare i landskapet Lappland, i den norra delen av landet, 1 000 km norr om huvudstaden Helsingfors. Öns största längd är 1,5 kilometer i sydöst-nordvästlig riktning.